# Ромашин, Игорь Николаевич
Игорь Николаевич Ромашин (род. 9 февраля 1957, Москва) — советский и российский хоккеист, нападающий. Мастер спорта СССР. Хоккейный функционер.

## Биография
Вначале играл в футбол в школе московского «Динамо». С 11 лет — в хоккейной школе ЦСКА, где играл до 17 лет. Первый тренер Александр Виноградов. Победитель юношеского чемпионата СССР 1973, 1974.
В 1976 году пришёл в «Крылья Советов». по предложению Игоря Тузика, работавшего с Ромашиным в молодёжной сборной. В клубе Ромашин за 13 сезонов провёл более 400 матчей.
Участник Суперсерии с клубами НХЛ 1978/1979.
Играл за СК им. Урицкого / «Итиль» Казань (1988/89, 1990/91), немецкий «Гамбург» (1989/90, 1991/92), «Буффало Льеж» (Бельгия, 1993/94), «Спарту» Москва (1996/97), «Витязь» (1997/98).
16 ноября 2017 года под сводами Дворца спорта «Крылья Советов» был поднят именной стяг Игоря Ромашина № 14.
Главный тренер объединённой команды МХЛ «Красные Звезды» в турне по Северной Америке (2012/13).
В декабре 2012 был назначен директором Департамента по проведению соревнований Молодёжной хоккейной лиги.

## Достижения
- Чемпион Европы среди юниорских команд (1976)
- Чемпион мира среди молодёжных команд (1977), лучший бомбардир сборной СССР — 12 (6+6) очков, вошёл в состав символической сборной чемпионата.
- Обладатель Кубка европейских чемпионов (1975), финал состоялся в 1977 году
- Бронзовый призёр чемпионата СССР (1979)

## Награды
- Почётная грамота Президента Российской Федерации (09 октября 2023 года) — за вклад в развитие физической культуры и спорта, многолетнюю добросовестную работу[4]